# Tolomei (cognome)
Tolomei è un cognome di lingua italiana.

## Varianti
De Tolomei, Tolomeo, Tolomio, Tolumello, Tomè, Tomea, Tomei, Tomeo, Tomizza, Tommè, Tommei.

## Origine e diffusione
Cognome tipicamente toscano, è presente anche in Veneto.
Potrebbe derivare dal prenome Tolomeo o da una variante di Bartolomeo, risultando quindi variante del cognome Bartolomei.
La variante Tolomio ha la stessa zona di diffusione; Tolomeo e Tolumello sono prevalenti in Calabria e Sicilia.

## Persone
- Antonio Tolomei – deputato del Regno d'Italia
- Bernardo Tolomei – religioso, venerato come santo dall Chiesa cattolica
- Bernardo Tolomei – senatore del Regno d'Italia